# Hove (Hennef)
Hove ist ein Ortsteil der Stadt Hennef (Sieg) im Rhein-Sieg-Kreis in Nordrhein-Westfalen. 

## Lage
Der Ort liegt in einer Höhe von 200 bis 235 Metern über N.N. auf den Hängen des Westerwaldes, aber noch im Naturpark Bergisches Land. Östlich von Hove liegt der Weiler Scheurenmühle, südlich der ehemalige Basaltsteinbruch Eulenberg, südwestlich Knippgierscheid, westlich der Weiler Büllesfeld und nördlich der Burghof.

## Geschichte
1910 gab es in Hove die Haushalte Knecht Heinrich Amfahr, Ackerer Franz Bernartz, Straßenarbeiter Josef Büllesfeld, Straßenarbeiter Anton Hausseur, Witwe Arnold Schumacher, die Ackerer Franz, Johann Josef und Karl Jodokus Schumacher sowie Ackerer Peter Stockhausen.
Bis zum 1. August 1969 gehörte Hove zur Gemeinde Uckerath, im Rahmen der kommunalen Neugliederung des Raumes Bonn wurde Uckerath, damit auch der Ort Hove, der damals neuen amtsfreien Gemeinde „Hennef (Sieg)“ zugeordnet.